# فرقه اشتراکیون خلق ترکیه
فرقهٔ اشتراکیون خلق ترکیه یا حزب کمونیست خلق ترکیه (به ترکی: Türkiye Halk İştirakiyyun Fırkası) یک حزب سیاسی کمونیستی بود که در خلال سال‌های جنگ استقلال ترکیه در آناتولی به فعالیت می‌پرداخت.
حزب کمونیست ترکیه در ۷ دسامبر ۱۹۲۰ در آنکارا اعلام کرد که حاضر به همکاری با گروه خلق و ارتش سبز است و اعلامیهٔ حزب و نیز برنامهٔ حزب برای مشارکت خلق‌های ترکیه را منتشر کرد. بدین ترتیب فرقه اشتراکیون خلق ترکیه به عنوان بازوی قانونی حزب کمونیست ترکیه به یک حزب کمونیستی قانونی در ترکیه تبدیل شد. فرقهٔ اشتراکیون خلق ترکیه که نشریه‌ای به نام اَمَک (Emek به معنای کار) را منتشر می‌کرد، مطالعه‌ای سیاسی را بر روی طبقهٔ کارگر و دهقانان فقیر برنامه‌ریزی کرد. این نشریه در ژانویهٔ ۱۹۲۱ تعطیل شد. پس از نبرد سقاریه به حزب اجازه داده شد که فعالیت خود را از سر بگیرد. فرقهٔ اشتراکیون خلق ترکیه در ۱۵ اوت ۱۹۲۲ کنگرهٔ نخست خود را در آنکارا برگزار کرد. اما به دلیل برگزاری کنگرهٔ بدون مجوز و نیز شرکت کردن در کنگرهٔ کمینترن یک بار دیگر فعالیت حزب در ۱۲ سپتامبر ۱۹۲۲ ممنوع اعلام شد. در اوت ۱۹۲۳ رهبران حزب به زندان محکوم شدند.